# Jorge Alberto Rubinetti
Jorge Alberto Rubinetti (31 de març de 1945 - 19 de setembre de 2016), fou un jugador d'escacs argentí, que tenia el títol de Mestre Internacional des del 1969.
A la llista d'Elo de la FIDE del setembre de 2016, hi tenia un Elo de 2382 punts, cosa que en feia el jugador número 66 de l'Argentina. El seu màxim Elo va ser de 2455 punts, a la llista de juliol de 1993.

## Resultats destacats en competició
El 1962, amb 17 anys, fou campió de l'Argentina juvenil. El 1969 aconseguí el títol de Mestre Internacional al Torneig Zonal de Mar del Plata, on acabà cinquè a 3½ punts dels guanyadors foren Miguel Najdorf i Oscar Panno.
Fou quatre cops campió absolut de l'Argentina en els anys 1971, 1982, 1988 i 1991.
Ha guanyat molts torneigs de l'Argentina i internacionals, entre els quals destaquen: Mar del Plata el 1971 i el 1985, Zárate el 1972, Quito (Equador) el 1975, Mercedes (Uruguai) el 1975, Aguadilla (Puerto Rico) el 1988, San Pablo (Brasil) el 1972 i Villa Carlos Paz el 1985. Fou Campió del club d'escacs Círculo de Ajedrez de Villa del Parque del 1967 al 1973, on en fou president entre els anys 1989 i 1992.
Va rebre l'Olímpia de Plata el 1988. I el 1991 va aconseguir una norma de Gran Mestre Internacional.

### Participació en olimpíades d'escacs
Rubinetti va participar, representant Argentina, en vuit Olimpíades d'escacs entre els anys 1968 i 1992, amb un resultat de (+45 =85 –31), per un 52,9% de la puntuació. El seu millor resultat el va fer a l'Olimpíada del 1988 en puntuar 6 de 10 (+4 =4 -2), amb el 60,0% de la puntuació, amb una performance de 2482.